# Объяснительная сила теории

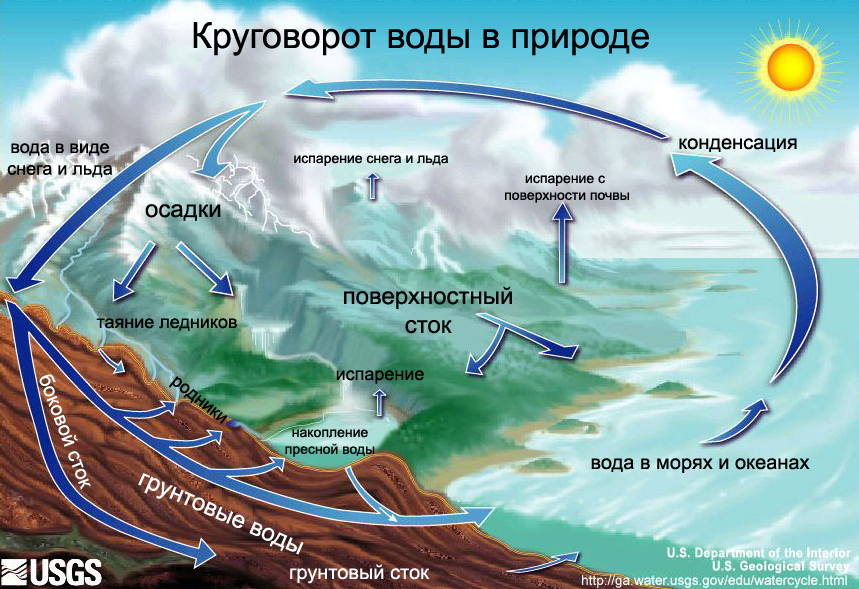
Круговорот воды в природе — пример теории с высокой объяснительной силой

Объяснительная сила — это способность теории полно и точно описывать собственный объект. Одним из главных критериев объяснительной силы является предсказательная сила, то есть из двух теорий с общим объектом обладающей большей объяснительной силой признаётся та, в рамках которой можно составить более точный и достоверный прогноз.
По мнению физика-теоретика Дэвида Дойча, объяснительная сила является важнейшим критерием качественной теории, наряду с предсказательной силой, фальсифицируемостью и неприятием «аргумента к скромности». Критерий объяснительной силы позволяет выявить некачественные теории, изобилующие гипотезами ad hoc и по этой причине не удовлетворяющие в полной мере критерию фальсифицируемости. Качественная же теория, по Дойчу, содержит большое количество согласованных друг с другом деталей, так что невозможно произвольно изменить ни одну из них, не разрушив их взаимосвязь.